# Ngouoni
Ngouoni es una comuna gabonesa, chef-lieu del departamento de Lékabi-Léwolo de la provincia de Haut-Ogooué.
En 2013 la comuna tenía una población de 2691 habitantes, de los cuales 1513 eran hombres y 1178 eran mujeres.
Se ubica unos 15 km al noreste de la capital provincial Franceville y unos 15 km al noroeste de la vecina ciudad de Bongoville, sobre la carretera R15 que une estas dos ciudades con Akiéni, en el entorno del área selvática que se ubica entre los ríos Mpassa y Lékoni.